# Graciela Susana
Graciela Susana Ambrosio (Buenos Aires, 22 de enero de 1953-Buenos Aires, 19 de noviembre de 2024), conocida simplemente como Graciela Susana (en japonés: グラシエラ・スサーナ), fue una cantante de tango argentina que alcanzó el éxito en Japón en la década de 1970.

## Biografía
Graciela Susana Ambrosio nació el 22 de enero de 1953 en Buenos Aires. Su padre, Ricardo Ernesto Ambrosio, era un músico que cantaba y tocaba el piano en una orquesta, y ella creció inmersa en la música. Cuando era niña formó un dúo folclórico con su hermana Cristina (que más tarde empezó a cantar a dúo con Hugo López como Cristina y Hugo).
A finales de los años 1960 Graciela Susana comenzó a cantar tango como solista, acompañándose de la guitarra. Entre sus profesores se encontraban guitarristas de la talla de Kelo Palacios y Roberto Lara.
En 1971, a los 18 años, fue descubierta por el cantante japonés Yōichi Sugawara, quien se encontraba entre el público cuando ella cantaba en la tanguería El Viejo Almacén. Luego viajó a Japón, donde firmó un contrato con la discográfica Toshiba (más tarde Toshiba-EMI). Su álbum de mayor éxito comercial es Adoro, La reine de Saba. Fue lanzado en 1973 y fue un éxito duradero, permaneciendo en el Top 100 de Oricon durante más de 220 semanas y vendiéndose en más de 1 millón de ejemplares.[cita requerida]
El 12 de noviembre de 2024 la Legislatura de la Ciudad Autónoma de Buenos Aires la distinguió Personalidad Destacada de la Ciudad Autónoma de Buenos Aires en el ámbito de la cultura.